# Scopula puraria
Scopula puraria är en fjärilsart som beskrevs av Walker 1861. Scopula puraria ingår i släktet Scopula och familjen mätare. Inga underarter finns listade.